# Gotescalco
Gotescalco d'Orbais, o Gotescalco il Sassone (in tedesco Gottschalk von Orbais o Gottschalk der Sachse, in latino Godescalcus; Sassonia, 800 circa – Hautvilliers, 30 ottobre 869), è stato un teologo tedesco.

## Biografia
Figlio del conte Bern, venne mandato, ancora bambino, all'abbazia di Fulda come oblato, per esservi allevato e diventare monaco, secondo una pratica all'epoca molto diffusa (solo con papa Celestino IV (1241) fu permesso agli oblati di decidere se dedicarsi o meno alla vita monacale).
Studiò a Fulda e a Reichenau, dove conobbe Valafrido Strabone; tornato a Fulda, cercò di opporsi al voto di oblazione, entrando in conflitto con l'abate del monastero, Rabano Mauro, che lo costrinse a pronunciare i voti; lo stesso Rabano scriverà a proposito della validità del voto di oblazione l'opera De oblazione puerorum. L'opposizione di Gotescalco fu discussa nei sinodi di Magonza e di Worms, ma non si conosce la decisione presa a questo proposito: di fatto, Gotescalco fu monaco a Orbais, presso Soissons, in Francia, e poi a Roma e nel nord Italia.
La fama di Gotescalco è legata all'elaborazione della dottrina della doppia predestinazione (gemina praedestinatio): la predestinazione di un certo numero di creature umane alla salvezza e la condanna degli altri alla dannazione eterna, che egli riprende da Agostino d'Ippona e da Isidoro di Siviglia. Per il vescovo d'Ippona, infatti, Dio concede la grazia secondo una decisione imperscrutabile: è perciò vano che l'uomo rivendichi suoi presunti meriti, che dovrebbero valergli la salvezza, di fronte alla libera decisione divina, stabilita fin dall'eternità. Così stando le cose, secondo Gotescalco, come Dio ha liberamente deciso della salvezza di alcuni, ha insieme ab aeterno deciso anche della dannazione di tutti gli altri, come già Isidoro aveva stabilito nelle sue Sentenze (II 6, 1): «duplice è la predestinazione: alla vita per gli eletti, alla morte per i reprobi». 
In questo Gotescalco viene difeso dai teologi Ratramno di Corbie, Lupo Servato, Floro di Lione, e dal vescovo di Lione Amolone, suoi contemporanei.
Di fronte alla prescienza e alla predestinazione di Dio, che secondo questa teoria coincidono, dal momento che il conoscere, in Dio, è insieme un decidere, restava da chiarire quale sia la funzione della venuta e del sacrificio di Cristo. Per Gotescalco, Cristo è venuto non già a modificare le decisioni di Dio, ma ad annunciare agli uomini che vi erano dei predestinati alla salvezza e a renderla possibile pagando per loro il prezzo della salvezza, morendo sulla croce. L'annuncio di Cristo è così rivolto unicamente agli eletti, e solo per questi egli si è sacrificato, e non per tutti.
All'interpretazione di Gotescalco, il magistero ufficiale della Chiesa reagisce affermando come questa metta gravemente in dubbio la reale funzione mediatrice della Chiesa e il valore dei sacramenti che essa impartisce, una volta storicamente avvenuto l'annuncio di Cristo della decisione, necessariamente irrevocabile, del Padre. 
Il pericolo rappresentato, nelle tesi di Gotescalco, dalla messa in discussione della funzione istituzionale della Chiesa, fu subito avvertito dalle gerarchie ecclesiastiche: le dottrine di Gotescalco furono condannate dai vescovi tedeschi riuniti presso l'abbazia di Sant'Albano presso Magonza nell'848 in un concilio presieduto da Rabano Mauro. Espulso da Fulda, Gotescalco entrò nel monastero francese di Orbais. Dopo una seconda condanna emessa da un concilio tenuto a Quierzy nell'849, presieduto dall'arcivescovo di Reims, Incmaro, Gotescalco fu, dopo una pubblica fustigazione, condannato alla reclusione perpetua nel monastero di Hautvilliers, a Épernay, dove morì vent'anni dopo.
Nell'860, la chiesa carolingia affermò la dottrina agostiniana della singola predestinazione.

## I suoi critici
Incmaro distinse, nella controversia, la prescienza divina, consistente nella preventiva conoscenza delle azioni degli uomini, dalla predestinazione, in cui si realizza il premio dei buoni e il castigo dei malvagi. Nel mezzo sta la Chiesa, la cui indispensabile funzione è pertanto garantita: essa si inserisce in quest'ordine che essa pretende sia stato voluto da Dio stesso.
Tuttavia il dibattito sulle tesi del monaco sassone continuò: la distinzione fra prescienza e predestinazione non sembra risolvere la difficoltà del problema, avendo distinto, nella potenza di Dio, il momento cognitivo dal momento della volontà di salvezza o condanna, come se Dio, pur conoscendo ab aeterno la condotta di ogni uomo, sappia e prenda decisioni a suo riguardo solo in un successivo momento.
Nell'850, su richiesta di Incmaro, Giovanni Scoto Eriugena scrisse a confutazione di Gotescalco la De praedestinatione: vi combatte la tesi della doppia predestinazione, sostenendo che non esiste una predestinazione dei dannati. Infatti, come una è l'essenza divina, così unica è la sua volontà e da un'unica volontà non possono derivare due effetti contrari. Sempre a motivo della sua essenza, Dio può essere solo causa di bene, perché il male è per lui, platonicamente e agostinianamente, un non-essere; inoltre non è possibile attribuire a Dio una pre-destinazione, un destinare prima, in quanto Dio è fuori dal tempo, in lui non esiste un prima né un dopo. In Dio non vi può dunque essere né prescienza del male dell'uomo, né predestinazione al male.